# Campionati europei di duathlon del 1990
I Campionati europei di duathlon del 1990 (I edizione assoluta) si sono tenuti a Zofingen in Svizzera.
La gara maschile è stata vinta dall'olandese Mark Koks, mentre quella femminile dalla connazionale Thea Sybesma.

## Risultati

### Élite uomini
| Pos. | Pos.             | Paese       | Totale   |
| ---- | ---------------- | ----------- | -------- |
|      | Mark Koks        | Paesi Bassi | 01:20:18 |
|      | Michael Holm     | Danimarca   | 01:20:25 |
|      | Olivier Bernhard | Svizzera    | 01:20:38 |

### Élite donne
| Pos. | Pos.            | Paese       | Totale   |
| ---- | --------------- | ----------- | -------- |
|      | Thea Sybesma    | Paesi Bassi | 01:32:28 |
|      | Dolorita Gerber | Svizzera    | 01:32:34 |
|      | Simone Mortier  | Germania    | 01:33:42 |